# Wolfgang Overath
Wolfgang Overath (wym. MAF: [ˈvɔlfɡaŋ ˈʔoːvəʁaːt], posłuchajⓘ; ur. 29 września 1943 w Siegburgu), niemiecki piłkarz, napastnik lub pomocnik i działacz piłkarski. Trzykrotny medalista mistrzostw świata, mistrz z 1974. Od 2004 prezes 1. FC Köln.
Treningi rozpoczął jako dziesięciolatek w SSV Siegburg, ale większość kariery spędził w 1. FC Köln, gdzie w latach 1962–1977 rozegrał 765 spotkań (287 bramek), z czego 409 w Bundeslidze (83 gole). Z zespołem z Kolonii został w 1964 historycznym zwycięzcą pierwszego sezonu rozgrywek ligowych, a w 1968 zdobył Puchar Niemiec.
W reprezentacji Niemiec rozegrał 81 spotkań i strzelił 17 bramek. Debiutował 28 września 1963 w meczu z Turcją, ostatni raz zagrał w zwycięskim meczu finałowym MŚ 74. W trzech startach na MŚ zdobywał medale każdego koloru - na MŚ 66 srebrny, w Meksyku brązowy (strzelił jedyną bramkę w meczu o trzecie miejsce) i złoty w Niemczech. Łącznie w turniejach finałowych MŚ wystąpił w 19 spotkaniach.